# محاصره موساشی-ماتسویاما (۱۵۶۳)
محاصره موساشی-ماتسویاما (انگلیسی: Siege of Musashi-Matsuyama)، یک تلاش موفقیت‌آمیز توسط ارتش ترکیبی خاندان تاکدا - خاندان هوجوی اخیر برای بازپس‌گیری ولایت موساشی و ماتسویاما از خاندان اوئه‌سوگی بود. در سال ۱۵۶۳، شینگن که با هوجو اوجی‌یاسو متحد شده بود به او در محاصره موساشی-ماتسویاما (۱۵۶۳) در ولایت موساشی کمک کرد. 
هوجو قلعه را در اولین محاصره موساشی-ماتسویاما (۱۵۳۷) از اوئه‌سوگی گرفته بود، اما آن را از دست داد، و در سال ۱۵۶۳ در پی آن بود که یک بار دیگر کنترل آن را به دست گیرد.
موساشی-ماتسویاما، واقع در ولایت موساشی ژاپن (استان سایتامای امروزی)، به سادگی برای متمایز کردن آن از سایر مکان‌های معروف به قلعه ماتسویاما در سراسر ژاپن نامیده می‌شود. پس از بازپس‌گیری توسط خاندان اوئه‌سوگی، که آن را در اصل قبل از محاصره هوجو بیست و شش سال قبل از آن در دست داشتند، خیلی زود پس از بازپس‌گیری در محاصره هوجو و تاکدا قرار گرفت. ارتش محاصره کننده، تحت فرماندهی تاکدا شینگن و هوجو اوجیاسو، تیمی از معدنچیان را برای حفاری در زیر استوانه‌های دفاعی قلعه به کار گرفتند و به بخش بیشتری از نیروی خود اجازه دسترسی آسان‌تر به هدفشان دادند.